# Novembre 1772
Le mois de novembre 1772 est le 11e mois de l'année 1772.

## Événements
- 9 novembre : bataille de Patras

## Naissances
- 1er novembre
  - Dujardin, chef chouan
  - Jean-Marie Maurouard, explorateur français
  - Louis Reymond (mort le 7 novembre 1821), homme politique et journaliste suisse
- 2 novembre
  - Louis-Jean-Baptiste Le Coupé (mort le 19 septembre 1840), amiral et administrateur colonial français
  - Louis Claude Noisette (mort le 9 janvier 1849), agronome
- 3 novembre
  - Carl Löwenhielm (mort le 9 juin 1861), diplomate suédois
  - François Lanusse (mort le 21 mars 1801), militaire français
- 4 novembre
  - Christophe Henrion (mort le 2 novembre 1850), général français de la Révolution et de l’Empire
  - François-Frédéric Lemot (mort le 6 mai 1827), sculpteur français
  - Joseph-François Tochon (mort le 20 août 1820), personnalité politique française
- 5 novembre : Pierre Roch Jurien de La Gravière (mort le 14 janvier 1849), officier de marine français
- 8 novembre
  - Bernard Billardet (mort le 10 mai 1854), personnalité politique française
  - Charles Théodore Beauvais de Préau (mort le 18 avril 1830), officier, publiciste
  - Thomas Manning (mort le 2 mai 1840), orientaliste britannique
  - William Wirt (mort le 18 février 1834), politicien américain
- 9 novembre : René Denis-Lagarde (mort le 24 avril 1849), officier de marine français
- 11 novembre
  - August Hiller von Gaertringen (mort le 18 janvier 1856), militaire allemand
  - Georges Petou (mort le 20 mai 1849), personnalité politique française
  - Joseph Antoine René Joubert (mort le 23 avril 1843), général français du Premier Empire
  - Martin Charles Gobrecht (mort le 7 juin 1845), général français
- 13 novembre : Aimé Sulpice Victor Pelletier (mort le 2 novembre 1813), général français
- 14 novembre
  - Satō Issai (mort le 19 octobre 1859), maître confucéen japonais
  - Yves Loyer (mort le 16 avril 1832), homme politique français
- 16 novembre : Jean-Baptiste Martial Materre (mort le 2 février 1843), général français de la Révolution et de l’Empire
- 17 novembre
  - André Goossens (mort le 5 mars 1807), politicien belge
  - Giorgio Doria Pamphilj (mort le 16 novembre 1837), prélat catholique
  - Horace Sébastiani (mort le 20 juillet 1851), militaire, diplomate et homme politique français
  - Jacques Truilhier (mort le 19 août 1852), officier français du Premier Empire
  - Marc-Antoine-Madeleine Désaugiers (mort le 9 août 1827), chansonnier, poète, goguettier et vaudevilliste français
- 18 novembre
  - Louis-Ferdinand de Prusse (mort le 10 octobre 1806), prince allemand et compositeur
  - Louis Vulfranc Vérollot (mort le 4 septembre 1868), personnalité politique française
- 19 novembre
  - Carl Gustav von Sievers (mort le 18 mars 1856), aristocrate letton
  - François Philibert Bertrand Nompar de Caumont (mort le 28 mars 1854), personnalité politique française
  - Jacques Alexandre Romeuf (mort le 26 avril 1845), général français de la Révolution et de l’Empire
- 20 novembre
  - Bernard-Armand-Jean de Bernard du Port (mort le 18 mai 1856), officier français, émigré et chef chouan
  - Jean-Baptiste Couvelet (mort le 6 septembre 1830), peintre français
- 21 novembre
  - Joseph Triebensee (mort le 22 avril 1846), hautboïste,  compositeur et chef d'orchestre tchèque
  - Julie Madeleine Sophie Forget (morte le 5 juin 1851), aristocrate française
- 22 novembre
  - Charles Bassi (mort le 11 janvier 1840), premier directeur de la Direction des bâtiments de Finlande
  - Francesco Lomonaco (mort le 1er septembre 1810), écrivain et patriote italien
  - Pierre Amable Jean-Baptiste Trannoy (mort le 26 mars 1831), botaniste, médecin et hygiéniste français
- 23 novembre
  - Auguste de Saxe-Gotha-Altenbourg (mort le 27 mars 1822), écrivain allemand
- 24 novembre
  - Claude Hochet (mort le 3 octobre 1857), secrétaire général du Conseil d’État
- 25 novembre
  - Antoine Lebre (mort le 7 décembre 1869), militaire français de la Révolution et de l’Empire
  - François-Paul Berthier (mort le 13 janvier 1856), militaire français
- 27 novembre : Guillaume-Charles Rousseau (mort le 1er octobre 1834), général français
- 28 novembre
  - Gottfried Hermann (mort le 31 décembre 1848), philologue allemand
  - Luke Howard (mort le 21 mars 1864), pharmacologue et météorologue britannique
  - René Gabriel Levasseur (mort le 28 septembre 1830), militaire français
- 29 novembre
  - Alexandre de Saint-Genis (mort le 19 septembre 1834), ingénieur français
  - Pierre-François Haumont (mort le 2 mai 1866), sculpteur français
- 30 novembre : Marcus Tönsen (mort le 11 juillet 1861), juriste allemand

## Décès
- 1er novembre
  - Gabriel-Louis de Rougé (né le 16 mai 1729), prélat catholique
  - Giulio Lorenzo Selvaggio (né le 10 août 1728), archéologue italien
- 3 novembre : Jean-François Colas (né en 1702), jésuite français
- 7 novembre : Luis José de Velázquez de Velasco (né le 5 novembre 1722), historien espagnol
- 10 novembre
  - Jean Vauquelin (né en février 1728), officier de marine français
  - Pedro Antonio Correia Garção (né le 29 avril 1724), écrivain portugais
- 11 novembre : Jan Maurits Quinkhard (né le 28 janvier 1688), peintre néerlandais
- 14 novembre
  - Robert Wilmot (né en 1708), haut fonctionnaire
- 15 novembre : Johann Christian Senckenberg (né le 28 février 1707), médecin et savant allemand
- 18 novembre : Madhava Rao I (né le 14 février 1745), 4e peshwa de l'empire marathe
- 19 novembre : Charles Norbert Roëttiers (né le 15 août 1720), graveur français
- 20 novembre : Antoine Dupré (né le 17 janvier 1723), joaillier français
- 23 novembre
  - Margareta Momma (née vers 1702), éditrice suédoise
  - Nicolas-Claude Thieriot (né le 1er janvier 1697), écrivain français
- 30 novembre : Louis-Claude Vassé (né en 1716), sculpteur, dessinateur et graveur français